# Calea ferată Hârlău–Botoșani
Calea ferată Hârlău–Botoșani este o secție feroviară nefinalizată prin intermediul căreia urmau să fie conectate direct orașele București, Iași și Botoșani.
În toamna anului 1987 au început lucrările de construcție a unei căi ferate de 57 km care să lege Botoșaniul de orașul Hârlău din județul Iași și, mai departe, prin intermediul liniei CFR 607 existente, de municipiul Iași. Această cale ferată ar fi redus distanța feroviară dintre Iași și Botoșani cu 87 de km.
Investiția a fost atacată cu peste 400 de muncitori care lucrau în ture și, printre primele obiective abordate, s-a început străpungerea Tunelului Hârlău, în lungime de circa 900 m și un diametru de 9 m. Termenul de finalizare era ambițios: linia trebuia terminată în trei ani. Lucrările au fost oprite însă după 1990, iar guvernele Petre Roman și Theodor Stolojan au prevăzut în buget pentru investiție sume care acopereau doar cheltuielile de conservare, fără să permită și continuarea construcției.
Lucrările au fost redemarate abia după 1996, în urma schimbărilor politice. În această perioadă s-a montat podul de la Maxut peste DN28B (Poziție pe hartă) și a fost reluată străpungerea Tunelului Hârlău (Portalul de nord, portalul de sud). Forarea tunelului a fost executată de firma „Tunele Brașov” cu ajutorul unei freze semi-mecanizate cu o putere de împingere de aproximativ 4000 de tone. Tunelul a fost străpuns pe data de 12 noiembrie 1998.
Lucrările de construcție a căii ferate au fost din nou stopate în 1998, după ce, între 1996 și 1998, fuseseră cheltuite peste 20 de milioane de dolari. În 2007 a existat o nouă tentativă de a relua proiectul căii ferate Hârlău–Botoșani. Constantin Axinia, director la acea vreme al SN CFR Călători SA, a introdus un traseu parțial, Hârlău–Flămânzi, în planul de investiții pentru 2007. Suma estimată pentru finalizarea lucrărilor până la Flămânzi era de 1,2 milioane de lei, dar guvernul nu a alocat nici un leu pentru lucrare.
Între timp, lucrările existente s-au degradat, componentele metalice au fost furate sau au ruginit, pe traseul proiectat au fost construite case, prefabricatele din beton pentru podețe au dispărut, iar terasamentele au fost parțial transformate în drumuri agricole. În perioada 2000-2004, poliția de pe raza județului Botoșani a întocmit mai multe dosare penale pentru furt de șine și traverse de cale ferată, inclusiv viceprimarului din acea perioadă al comunei Frumușica. În plus, o eventuală reluare a lucrărilor la calea ferată Hârlău–Botoșani ar fi îngreunată și de necesitatea construcției unui al doilea tunel feroviar, în lungime de aproximativ 300 m, în zona comunei Deleni.
Într-o analiză din septembrie 2014 a Agenției pentru Dezvoltare Regională Nord-Est se atrăgea atenția că, în urma renunțării la unele proiecte de infrastructură feroviară precum linia Dângeni–Săveni–Darabani și linia Hârlău–Flămânzi–Botoșani, „38,4% din populația regiunii nu are acces la rețeaua de căi ferate a regiunii, la care se adaugă 7,3% din populație aflată de-a lungul liniilor închise, procentul ajungând la 45,7%”.